# آی‌ان‌اس سیندوکریتی (اس۶۱)
آی‌ان‌اس سیندوکریتی (اس۶۱) (به انگلیسی: INS Sindhukirti (S61)) یک زیردریایی است که طول آن ۷۲٫۶ متر (۲۳۸ فوت) می‌باشد. این زیردریایی در سال ۱۹۹۰ ساخته شد.